# Бутырский, Иван Ефимович
Иван Ефимович Бутырский (5 мая 1927 — 19 июля 2013) — советский и российский кларнетист, музыкальный педагог. Лауреат международных и всесоюзных музыкальных конкурсов. Народный артист Российской Федерации (2002). Солист оркестра Большого театра СССР.

## Биография
Иван Бутырский родился 5 мая 1927 года.
В 1942 году, во время Великой Отечественной войны, он завершил обучение в Ростовской школе военно-музыкантских воспитанников. В день своего восемнадцатилетия, 5 мая 1945 года был призван в ряды Советской Армии и зачислен матросом в Высшее военно-морское инженерное училище имени Ф. Э. Дзержинского, но позже вновь вернулся к музыке. В 1949 году он завершил обучение в Ленинградском музыкальном училище им. Римского-Корсакова, учился в классе Л.Теслера.
С 1949 по 1952 годы проходил обучение в Ленинградской консерватории, обучался в классе В.Генслера, в 1954 году завершил обучение в Московской консерватории имени П. И. Чайковского, обучался в классе А.Володина. В 1958 году закончил обучение в аспирантуре Московской консерватории. В 1953 году в Бухаресте на международном конкурсе музыкантов стал лауреатом II премии, а в 1957 году на всесоюзном конкурсе музыкантов в Москве завоевал I премию.
С 1953 по 1998 годы работал солистом оркестра Большого театра СССР. В 1968 году Ивану Ефимовичу присвоено звание «Заслуженный артист РСФСР».
Одновременно с работой в театре занимался педагогической деятельностью. С 1956 по 1963 годы работал преподавателем музыкального училища при Московской консерватории, а затем в 1963 году стал преподавать в Музыкально-педагогического институте имени Гнесиных. С 1983 года доцент, а с 1992 профессор. В 2002 году Указом Президента Российской Федерации был удостоен звания «Народный артист Российской Федерации».
Бутырский на протяжении всей своей музыкальной деятельности играл на кларнетах немецкой системы, но при этом использовал французские мундштуки Вандорен, на которые перешел в конце 1960-х. Иван Ефимович произвёл запись на носители несколько композиций для кларнета, являлся исполнителем композиций Эжена Бозза, Вебера и других.
Проживал в Москве. Умер 19 июля 2013 года, похоронен на Востряковсом кладбище.

## Награды и звания
- 1968 — «Заслуженный артист РСФСР».
- 1976 — «Орден Трудового Красного Знамени»[5].
- 2002 — «Народный артист Российской Федерации».